# 奧爾萬山脈

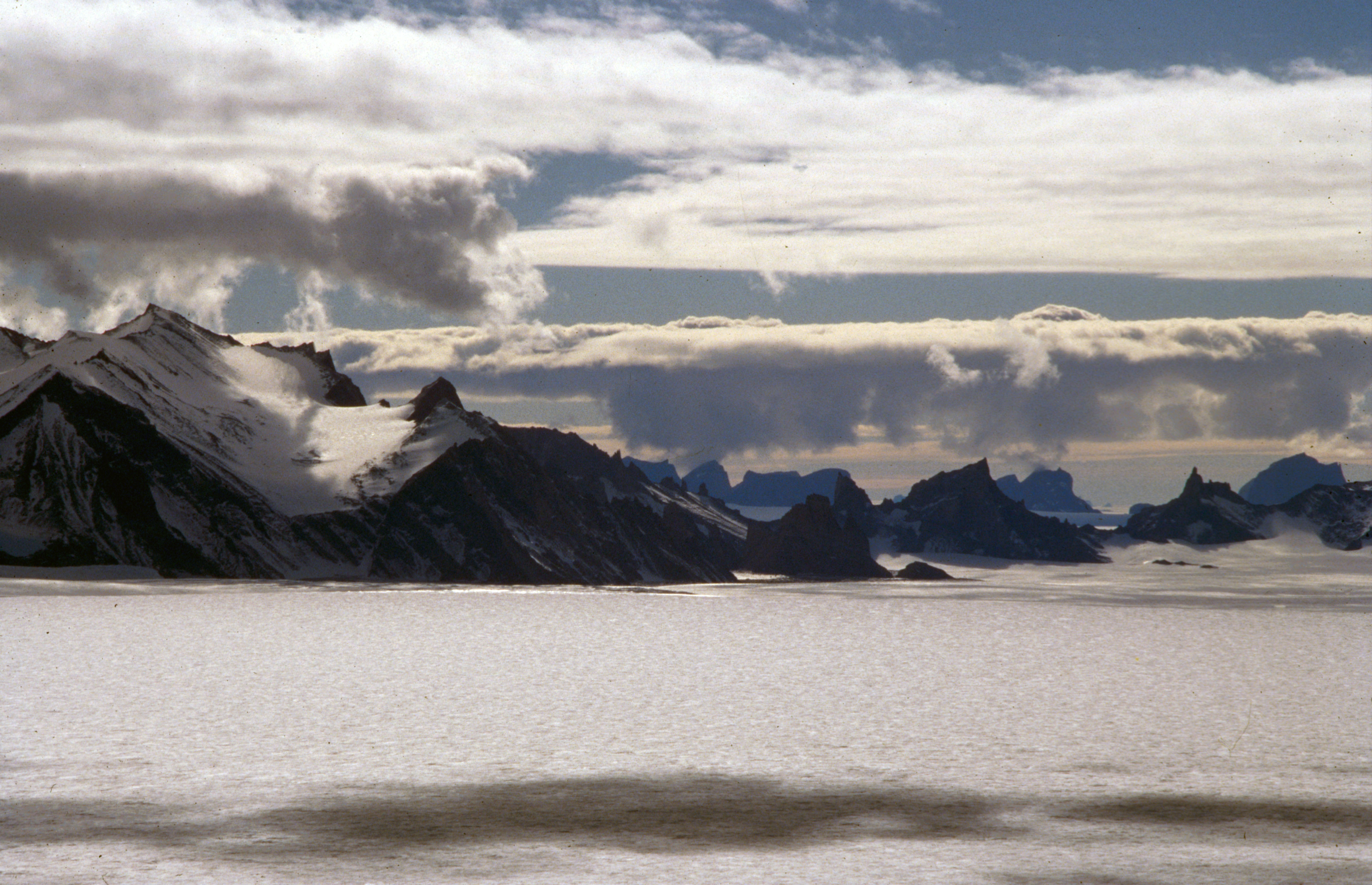

奧爾萬山脈（德語：Orvinfjella）是南極洲的山脈，位於南極大陸東部的毛德皇后地，全長65英里，最高點海拔高度3,055米，該山脈在1938至1939年間被德國探險隊發現。